# 후쿠시마정 (군마현)
후쿠시마정(일본어: 福島町)은 일본 군마현 간라군에 설치되었던 정이다. 현재의 도미오카시, 간라정에 해당한다.